# إدي مالون (لاعب كرة قاعدة)
إدي مالون (بالإنجليزية: Eddie Malone)‏ هو لاعب كرة قاعدة أمريكي، ولد في 16 يونيو 1920 في شيكاغو في الولايات المتحدة، وتوفي في 1 يونيو 2006 في لاغونا هيلس في الولايات المتحدة.

## وصلات خارجية
- إدي مالون على موقعبيزبول رفرنس.كوم (الدوري الرئيسي) (الإنجليزية)